# Српска демократска странка
Српска демократска странка (СДС) је политичка странка која данас дјелује на политичкој сцени Републике Српске и Босне и Херцеговине. Тренутни вршилац дужности странке је Јовица Радуловић.

## Историја
Оснивач Српске демократске странке у Хрватској је био Јован Рашковић. У току 1990. странка у СФРЈ је основала филијалу СДС за подручје СР Босне и Херцеговине, а након тога СДС Републике Српске, СДС Републике Српске Крајине и филијалу у СР Србији и СР Црној Гори. Кровна организација је СДС Српских земаља чији је председник до 1996. године био Радован Караџић.
На власти је била за све време постојања Републике Српске Крајине, а у Републици Српској од 1991. до 2006. (са краћим прекидом у периоду 1998—2001. када је у извршној власти доминирао Милорад Додик и СНС-СНСД).

## Предсједници
| Бр. | Бр. | Председник        | Председник | Рођен-Умро | Почетак функције   | Крај функције      |
| --- | --- | ----------------- | ---------- | ---------- | ------------------ | ------------------ |
| 1.  |     | Радован Караџић   |            | 1945–      | 12. јул 1990.      | 19. јул 1996.      |
| 2.  |     | Алекса Буха       |            | 1939–      | 19. јул 1996.      | 1. јул 1998.       |
| 3.  |     | Драган Калинић    |            | 1948–      | 1. јул 1998.       | 19 јул 2004.       |
| 4.  |     | Драган Чавић      |            | 1958–      | 20. јул 2004.      | 15. децембар 2006. |
| 5.  |     | Младен Босић      |            | 1961–      | 15. децембар 2006. | 8. октобар 2016.   |
| 6.  |     | Вукота Говедарица |            | 1976–      | 14. октобар 2016.  | 30. јун 2019.      |
| 7.  |     | Мирко Шаровић     |            | 1956–      | 30. јун 2019.      | 3. новембар 2022.  |
| 8.  |     | Милан Миличевић   |            | 1963–      | 12. новембар 2022. | 13. јул 2025.      |

## Резултати
| Избори | Кандидат          | # гласова | % од важећих | Резултат      |
| ------ | ----------------- | --------- | ------------ | ------------- |
| 1996.  | Момчило Крајишник | 690.646   | 67,30%       | изабран       |
| 1998.  | Момчило Крајишник | 314.236   | 44,80%       | није изабран  |
| 2002.  | Мирко Шаровић     | 180.122   | 35,52%       | изабран       |
| 2006.  | Младен Босић      | 130.824   | 24,22%       | није изабран  |
| 2010.  | Младен Иванић     | 295.629   | 47,31%       | није изабран  |
| 2014.  | Младен Иванић     | 317.799   | 48,70%       | изабран       |
| 2018.  | Младен Иванић     | 292.065   | 42,74%       | није изабран  |
| 2022.  | Мирко Шаровић     | 224.912   | 35,45%       | није изабрана |

| Избори | Кандидат          | # гласова | % од важећих | Резултат      |
| ------ | ----------------- | --------- | ------------ | ------------- |
| 1996.  | Биљана Плавшић    | 636.654   | 59,2%        | изабран       |
| 1998.  | Никола Поплашен   | 322.684   | 43,9%        | изабран       |
| 2000.  | Мирко Шаровић     | 313.572   | 49,8%        | изабран       |
| 2002.  | Драган Чавић      | 183.121   | 35,9%        | изабран       |
| 2006.  | Драган Чавић      | 163.041   | 29,4%        | није изабран  |
| 2007.  | Огњен Тадић       | 142.898   | 33,8%        | није изабран  |
| 2010.  | Огњен Тадић       | 227.239   | 35,92%       | није изабран  |
| 2014.  | Огњен Тадић       | 296.021   | 44,28%       | није изабран  |
| 2018.  | Вукота Говедарица | 284.195   | 41,82%       | није изабран  |
| 2022.  | Јелена Тривић     | 273.245   | 42,84%       | није изабрана |

| Избори | # гласова | % од важећих | # посланика | Влада                        |
| ------ | --------- | ------------ | ----------- | ---------------------------- |
| 1996.  | 568.980   | 52,3%        | 45 / 83     | владајући                    |
| 1997.  | 209.767   | 28,92%       | 24 / 83     | опозиција                    |
| 1998.  | 160.594   | 21,7%        | 19 / 83     | опозиција                    |
| 2000.  | 226.226   | 36,1%        | 31 / 83     | владајући                    |
| 2002.  | 159.164   | 31.2%        | 26 / 83     | владајући (до фебруара 2006) |
| 2002.  | 159.164   | 31.2%        | 26 / 83     | опозиција (од фебруара 2006) |
| 2006.  | 103.035   | 18,27%       | 17 / 83     | опозиција                    |
| 2010.  | 120.136   | 18,97%       | 18 / 83     | опозиција                    |
| 2014.  | 173.824   | 26,26%       | 21 / 83     | опозиција                    |
| 2018.  | 123.515   | 18,04%       | 16 / 83     | опозиција                    |
| 2022.  | 95.640    | 14,95%       | 13 / 83     | опозиција                    |